# Barthélémy Du Mortier

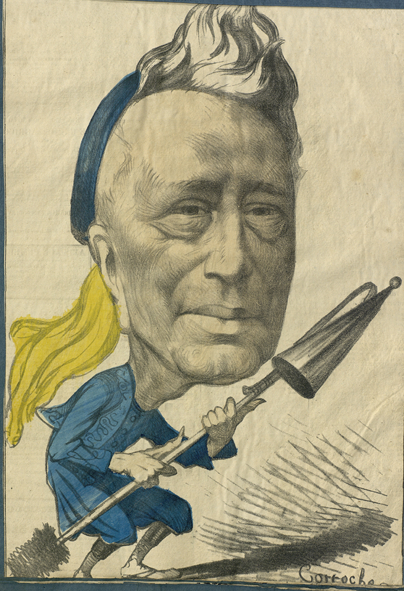
Barthélemy Dumortier als pauselijk zoeaaf (persknipsel)

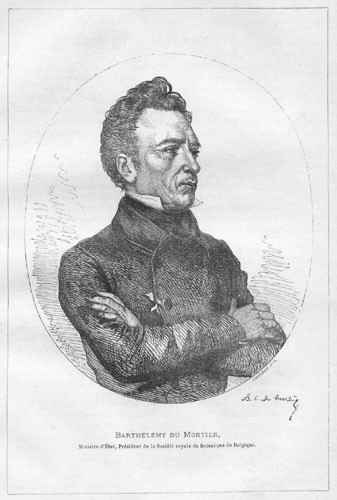
Portret

Barthélemy Charles Joseph Du Mortier of du Mortier (Doornik, 3 april 1797 – 9 juli 1878) was een Belgisch politicus en botanicus.

## Levensloop
Du Mortier was een zoon van Barthélemy François Du Mortier en Marie Jeanne Willaumez. De vader was handelaar, gemeenteraadslid van Doornik en handelsrechter.
Hij trouwde met Philippine Rutteau en ze hadden een zoon, Barthélemy Noël Dumortier (1830-1915).
In de jaren 1820 begon Du Mortier zich politiek in te zetten. In 1824 stichtte hij een krant Le courrier de l'Escaut, die kritisch stond tegenover Willem I en zijn regering. Hij promoveerde de ook in het Doornikse op gang komende 'petitiebeweging'.
In de eerste wetgevende verkiezing van het Koninkrijk België, werd hij verkozen tot katholiek volksvertegenwoordiger voor het arrondissement Doornik, een mandaat dat hij tot in 1847 vervulde. Hij werd vervolgens verkozen tot volksvertegenwoordiger voor het arrondissement Roeselare en behield dit mandaat tot aan zijn dood.
Toen Willem I der Nederlanden in 1838 de XXIV artikelen aanvaardde, dreigde België een deel van zijn grondgebied te verliezen en een grote staatsschuld te moeten torsen. Du Mortier schreef een geruchtmakend boek waarin hij uitlegde waarom België niet meer gebonden was door de XXIV artikelen en dat de berekening van de staatsschuld niet klopte. Het kreeg een antwoord van Nederlandse kant, waarop hij zelf weer repliceerde. De Conferentie van Londen stelde de over te nemen schuld bij naar beneden, maar ging niet in op de territoriale eisen.
In 1872 werd Du Mortier benoemd tot minister van Staat. Hetzelfde jaar werd hij ook in de adelstand verheven met de titel van graaf. Hij was voordien met kerkelijke adel bedacht: in 1856 als palatijnse graaf en in 1866 als pauselijke graaf. Maar de Belgische adelsverheffing bleef dode letter, bij gebrek aan het indienen van open brieven. Pas in 1885 zou dit worden goedgemaakt door zijn zoon, die de adellijke status en de grafelijke titel verwierf. De titel is in 1950 uitgestorven.

## Botanicus
Du Mortier begon vanaf de jaren 1820 bekendheid als botanicus te krijgen. Hij publiceerde zijn eerste studie, in het Latijn, in 1824. Hierop volgde in 1827 zijn Flora Belgica, een volledige beschrijving van de Belgische flora.
De reputatie van Du Mortier groeide en hij werd in 1829 lid van de Académie de Bruxelles, die na 1830 de Koninklijke Academie van België werd. Ook internationaal werd hij bekend en toen eind jaren dertig een vertegenwoordiger moest worden aangewezen om de Britse regering te vertegenwoordigen in de Belgisch-Britse maatschappij, die in Brussel een botanische tuin wilde aanleggen. De Britse regering stelde hiervoor Du Mortier aan. In 1862 werd anderzijds een Société Royale de Botanique de Belgique opgericht, waarvan Dumortier voorzitter werd.
Tegen die tijd bleek dat de vennootschap op aandelen geen succes was en werden de aandelen overgenomen door de Société Royale d'Horticulture de Belgique. Dumortier stelde voor dat de Belgische staat zelf een Botanische tuin zou oprichten. Als eerste stap slaagde hij er in 1869 in het parlement te overtuigen om de collectie aan te kopen van Carl Friedrich Philipp von Martius (1794-1868), een opzienbarend herbarium en een collectie van gedroogde gewassen. Enkele maanden later kocht de staat ook de tuin van de Société Royale d’Horticulture de Belgique, met als doel een overheidstuin aan te leggen, naar het model van Kew Gardens in Londen.
Du Mortier bestuurde het nieuwe instituut, waarvan hij de leiding van kreeg, dictatoriaal. Ondanks tegenstand kon hij dit doen door de politieke steun die hij genoot. Hieraan dreigde een einde te komen in 1875 toen de botanische tuin werd samengevoegd met het Museum voor Natuurwetenschappen. Deze werd onder leiding gesteld van Édouard Dupont, een aartsvijand van Dumortier. Du Mortier zou nog wel de wetenschappelijke leiding van de plantentuin overhouden. Dupont was het hiermee niet eens en nam ontslag. Hij werd opgevolgd door een vriend van Du Mortier, François Crépin.
In de botanische literatuur wordt de naam Du Mortier afgekort tot 'Dumort.'. Hij heeft honderden plantensoorten beschreven.
Twee soorten zijn naar Du Mortier genoemd: Hemerocallis dumortieri (Hemerocallidaceae) en Stenocereus dumortieri (Cactaceae).

## Publicaties

### Politiek
- Lettres sur le manifeste du Roi et les griefs de la nation, par Belgicus (J. Casterman aîné, Doornik, 1830).
- La Belgique et les vingt-quatre articles (Société nationale, Brussel, 1838).
- Observations complémentaires sur le partage des dettes des Pays-Bas (Société nationale, Brussel, 1838).

### Botanisch
- Commentationes botanicae. Observations botaniques (imprimerie de C. Casterman-Dieu, Doornik, 1823).
- Observations sur les graminées de la flore de Belgique (J. Casterman aîné, Doornik, 1823).
- Analyse des familles des plantes, avec l'indication des principaux genres qui s'y rattachent (J. Casterman aîné, Doornik, 1829).
- Sylloge Jungermannidearum Europae indigenarum, earum genera et species systematice complectens (J. Casterman aîné, Doornik, 1830).
- Recherches sur la structure comparée et le développement des animaux et des végétaux (M. Hayez, Brussel, 1832).
- Essai carpographique présentant une nouvelle classification des fruits (M. Hayez, Brussel, 1835).